# توقيت أنغولا
|  | ت ع م−01:00 | توقيت الرأس الأخضر                                                                |
|  | ت ع م±00:00 | توقيت غرب أوروبا، توقيت غرينيتش                                                   |
|  | ت ع م+01:00 | توقيت وسط أوروبا، توقيت غرب إفريقيا، توقيت غرب أوروبا الصيفي                      |
|  | ت ع م+02:00 | توقيت شرق أوروبا، توقيت وسط إفريقيا، توقيت غرب إفريقيا الصيفي، توقيت جنوب إفريقيا |
|  | ت ع م+03:00 | التوقيت العربي القياسي، توقيت شرق إفريقيا                                         |
|  | ت ع م+04:00 | توقيت موريشيوس، توقيت سيشل                                                        |

تستخدم أنغولا التوقيت العالمي المنسق 1:00+ (توقيت غرب أفريقيا), ولم تلتزم بالتوقيت الصيفي مطلقاً.

## قاعدة بيانات المنطقة الزمنية
| إحداثيات    | TZ*          | التوقيت القياسي | التوقيت الصيفي |
| ----------- | ------------ | --------------- | -------------- |
| -0848+01314 | توقيت أنغولا | ت ع م+01:00     | لم يلاحظ       |